# Frank Robert Miller
Pour les articles homonymes, voir Frank Miller (homonymie) et Miller.
Frank Robert Miller, né le 30 avril 1908 à Kamloops en Colombie-Britannique et mort le 20 octobre 1997, est un aviateur canadien. Il a été le dernier président du comité des chefs d'état-major canadiens de 1960 à 1964, puis, le premier chef d'État-Major de la Défense de 1964 à 1966. Par la suite, il a été sous-ministre de la Défense nationale.

## Biographie
Frank Robert Miller est né le 30 avril 1908 à Kamloops en Colombie-Britannique. Il a étudité à l'Université de l'Alberta où il a obtenu un baccalauréat en sciences.
Le 15 septembre 1931, il s'enrôle au sein de l'Aviation royale canadienne au camp Borden en tant que pilot officer. Le 16 décembre suivant, il a reçu ses ailes de pilote et a été promu au grade de flying officer. Le 1er septembre 1937, il a été promu au grade de flight lieutenant. Le 1er avril 1939, alors qu'il était sur un cours de spécialiste de la navigation aérienne en Angleterre, il a été promu au grade de squadron leader.
Au début de la Seconde Guerre mondiale, il était l'officier commandant l'école de navigation et de reconnaissance aérienne à Trenton. En décembre 1940, il a été promu de manière au grade de wing commander par intérim. À partir de mai 1942, il commandait l'école de navigation aérienne à Rivers au Manitoba. En juillet suivant, il a été promu au grade de group captain par intérim. Il a alors était commandant de l'école de reconnaissance générale à l'Île-du-Prince-Édouard. En janvier 1943, il a été muté aux quartiers généraux de la Force aérienne où il a été nommé directeur des plans et des besoins et promu au grade de air commodore par intérim.
En 1944, il a été muté en Angleterre et, le 19 septembre, il a pris le commandement de la base no 61 du Royal Air Force Bomber Command au Yorkshire du Nord. Le 14 octobre, il a obtenu le grade effectif de air commodore. Le 9 novembre, son commandement a été renommé no 76. Le 13 janvier 1945, il a pris le commandement de la base no 63.
Après la guerre, il a servi dans plusieurs positions seniors de l'Aviation royale canadienne. En septembre 1951, il a été nommé vice-chef d'état-major de la Force aérienne et promu au grade de air vice-marshal, position qu'il occupa jusqu'en 1954. Par la suite, il a été muté au Grand Quartier général des puissances alliées en Europe en tant que Vice-Deputy Air de Lauris Norstad. En 1955, il a été promu au grade de air marshal.
À la demande du premier ministre Louis St-Laurent, il a pris sa retraite de l'Aviation royale canadienne pour devenir sous-ministre de la Défense nationale, poste qu'il occupa jusqu'en 1957. Par la suite, il a été commandant-en-chef adjoint du Commandement de la défense aérospatiale de l'Amérique du Nord (NORAD).
En 1960, il a été nommé président du comité des chefs d'état-major canadiens et alors promu au grade de air chief marshal le 1er septembre 1961. Trois années plus tard, il est devenu le premier chef d'État-Major de la Défense, position qu'il occupa de 1964 à 1966. En tant que chef d'État-Major de la Défense, il s'opposa aux plans du ministre de la Défense nationale, Paul Hellyer, d'unifier l'Aviation royale canadienne, l'Armée canadienne et la Marine royale canadienne sous un même service allant jusqu'à démissionner en protestation en 1966.
En 1972, il a été fait compagnon de l'ordre du Canada. Il est décédé en 1997.

## Annexe